# Tom Wilkens
 Medallista olímpico 
Thomas Peter Wilkens (nacido el 25 de noviembre de 1975 en Middletown Township, New Jersey) es un nadador de los Estados Unidos; ganó una medalla de bronce en los Juegos Olímpicos de Sídney 2000.